# Suröl

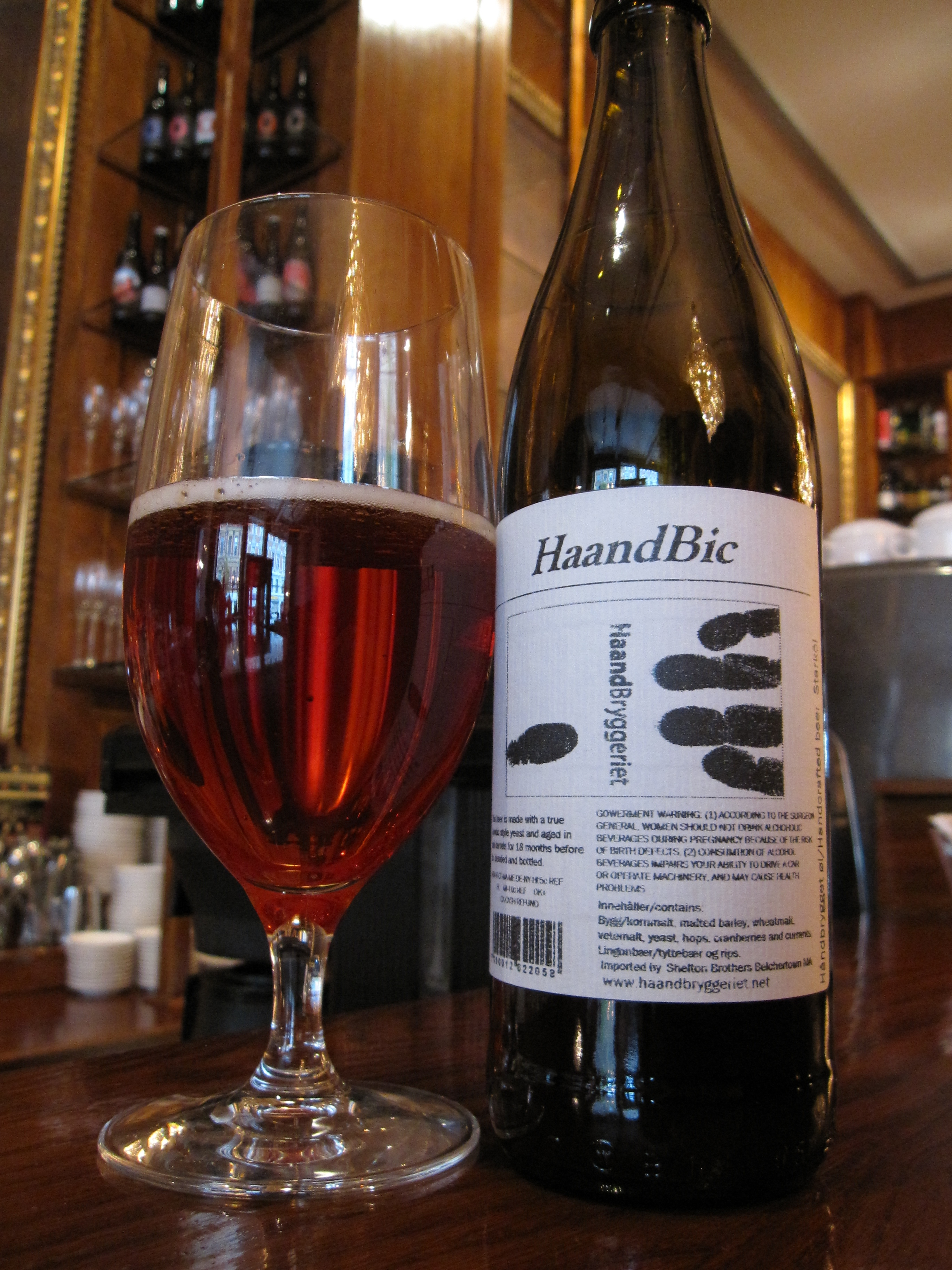
Norsk syrlig öl åldras i arton månader i ekfat med lambiska mikrober

Suröl är öl som har en syrlig eller sur smak. De vanligaste surölssorterna är belgiska lambic, gueuze och flamländsk red ale. 
De vanligaste medlen som används för att avsiktligt försura öl är Lactobacillus, Brettanomyces och Pediococcus. En annan metod för att uppnå en syrlig smak är att tillsätta frukt under åldringsprocessen för att stimulera en sekundär jäsning.